# 神話帝国ソウルサークル
『神話帝国ソウルサークル』は、日本のゲームメーカー株式会社gloopsが開発したゲーム。モバゲーにて配信された。後に暇空茜名義で著名となる政治活動家の水原清晃がディレクターとなり中心となって制作した。メインイラストレーターはあきまん。2014年4月25日にサービス開始、同年8月29日にサービス終了した。

## 概要
歴史や神話に登場する数々の「英霊」を召喚して敵とバトルするゲーム。50名以上の漫画家・イラストレーターによるイラスト、30名以上の声優によるボイスが特色である。
当初は2014年4月10日からの配信予定だったが、クオリティ向上のために4月25日に延期された。
サービス開始から4ヶ月程度という、非常に短い期間でサービス終了した。追加の出演声優として、神谷浩史、小清水亜美、小松未可子、子安武人、斎藤千和、坂本真綾、田村ゆかり、悠木碧を告知していたが、見送りとなった。
ディレクターの水原は、運営会社gloopsに就職後、先輩社員が別の会社「グラニ」を立ち上げた際にチームごと引き抜かれ着いていったが、解雇され、再びgloopsに戻った時期に本作を制作した。その時期のgloopsは、社員の多くをグラニなど他社に引き抜かれ人員不足で、ゲーム制作の経験者が水原しかいない6人のチームで本作は制作された。イラストレーターや声優は水原が選定し、アフレコにも立ち会った。メインイラストレーターとして採用されたあきまんは水原の「人生観を変える」ほどの影響を与え、以降二人に交友関係が生まれた。

## あらすじ
魔王と戦う人類は、召喚術により英霊を呼び出して戦わせ、魔王軍から大陸の4割を奪還し防壁を築いた。
ある小国で記憶喪失の「英雄」が召喚され、その者は全権を委託され、他の召喚された英霊を使役して戦うようになった。
それが、後に魔王を倒し大陸全土に神聖帝国を築く大英雄の物語の始まりだった。

## イラスト担当者
50音順。
- あきまん[2]
- 天野喜孝[2]
- 池上遼一[1]
- 伊咲ウタ[2]
- 木尾士目[1]
- 近藤るるる[1]
- 沙村広明[1]
- 私屋カヲル[1]
- 武井宏之[1]
- はっとりみつる[1]
- 平松伸二[1]
- 漫☆画太郎[1]
- 水上悟志[1]
- 遊人[1]

## 出演声優
50音順。
- 池田秀一[1]
- 石田彰[1]
- 小野大輔[2]
- 川澄綾子[1]
- 沢城みゆき[1]
- 杉田智和[1]
- 鈴村健一[1]
- 関智一[1]
- 竹達彩奈[1]
- 立木文彦[1]
- 田中敦子[1]
- 丹下桜[1]
- 飛田展男[1]
- 戸松遥[1]
- 豊崎愛生[1]
- 中田譲治[1]
- 野沢雅子[1]
- 能登麻美子[1]
- 花澤香菜[1]
- 福山潤[1]
- 古谷徹[1]
- 保志総一朗[1]
- 堀江由衣[1]
- 水樹奈々[2]
- 三石琴乃[1]
- 緑川光[2]